# Laisevo
Laisevo (oroszul: Лаишево, tatár nyelven Лаеш) város Oroszországban, Tatárföldön, a Laisevói járás székhelye. 
Népessége: 7735 fő (a 2010. évi népszámláláskor).

## Elhelyezkedése
Tatárföld központi részén, Kazanytól 62 km-re délkeletre, sík vidéken, a Káma jobb (északi) partján helyezkedik el. Korábban ez a folyó torkolatvidéke volt, most már a Kujbisevi-víztározó legszélesebb része. A közelben ömlik a víztározóba a Mjosa folyó, torkolata szintén széles öböllé alakult. Közigazgatásilag a városhoz tartozik a szomszédos Sztaraja Prisztany ('régi kikötő') település is.

## Története
A mai város mellett jött létre a Volgai Bolgárország Csakma (Чакма) nevű települése a 10. század végén – 11. század elején. Ennél több száz évvel korábbi régészeti emlékek kerültek elő a mintegy 15 km-re keletre fekvő Imenykovo falu ásatásaiból, amely egy egész régészeti kultúra nevét adta (imenykovói kultúra). Laisevo neve a legenda szerint egy volgai bolgár személy nevéből ered (Laes), aki az 1391-ben elfoglalt Bulgar városból jött el és itt telepedett le. Miután 1552-ben az orosz sereg elfoglalta Kazanyt, a tatár falu helyén orosz erőd épült (1557). Az 1650-es évekre védelmi jelentősége megszűnt, a kozákokat és lövészeket máshova vezényelték, és a helység lélekszáma kb. harmadára csökkent.
1780-ban Laisevo város és egy közigazgatási egység (ujezd) székhelye lett. A következő évben jóváhagyott címerében kék alapon egy hajó látható, magyarázatként pedig az itteni „híres kikötő”-t említik. Ekkor már a kereskedelem fő éltetője a kikötő és a város május-júniusi ún. „karaván vására” vagy „vasvására” volt. Amint a Kámáról tavasszal levonult a jég, az Urálban működő vasüzemek termékeit bárkák karavánjaival úsztatták le a folyón Laisevóba. A több mint egy évszázadon át évente megtartott vasvásár hagyománya 1914-ben tört meg.
1926-ban törölték a városok listájáról, de 1927-ben járási székhely, 1950-ben városi jellegű település lett. Végül 2004-ben ismét várossá nyilvánították.
Laisevo legismertebb műemléke, a Szófia-székesegyház az 1767-ben emelt, de 1853-ban lebontott templom helyén épült 1855–1870 között eklektikus stílusban. 1930-ban bezárták, 1956 és 1992 között az épületben mozi működött.

## 21. század
A munkavállalók jelentős része Kazanyba vagy a közelebbi Kazanyi nemzetközi repülőtérre jár dolgozni, mellyel Laisevót rendszeres autóbuszjárat köti össze. 
Viszonylag új ipari létesítmény a városban a Ferex márkanevű LED-lámpák gyára; a cég 2008 óta működik, a lámpák sorozatgyártása 2010-ben kezdődött. (A központi gyár a járás Sztolbiscse falujában van).
Az 1950-es években a víztározó feltöltésekor a város egyszerre közvetlenül a vízparton „találta magát”, nagy mezőgazdaság területek és egykori falvak kerültek víz alá.
2017-ben egy partszakaszon homokos strandot alakítottak ki, és a Kazanytól alig egy óra autóútra elterülő „Kámai tenger” felkapott fürdőhely lett.